# Vagabonddrengen
Vagabonddrengen (originaltitel A Boy of Flanders) er en amerikansk stumfilm fra 1924 af Victor Schertzinger.

## Medvirkende
- Jackie Coogan som Nello
- Nigel De Brulier som Jehan Daas
- Lionel Belmore som Baas Cogez
- Nell Craig som Marie Cogez
- Jeanne Carpenter som Alios Cogez
- Russ Powell som Baas Kronstadt
- Ainse Charland	som Dumpert Schimmelpennick
- Eugenia Tuttle	som Vrow Schimmelpennick
- Lydia Yeamans Titus som Serving Maid
- Larry Fisher som Herr Logarth
- Josef Swickard som Jan Van Dullan
- Sidney Franklin som Herr Brinker
- Monte Collins som Caretaker